# 江鳴久
江鳴久（こう めいきゅう、江鸣久、1957年7月15日 - ）は、中国、アメリカの囲碁棋士。山西省出身、中国囲棋協会、米国プロ囲碁協会所属、七段。新体育杯戦3位、北米INGマスターズトーナメント優勝などの他、世界選手権大会に北米代表として出場多数。成都棋校囲碁指導員を務めた後、アメリカ在住。江鋳久は弟。

## 経歴
太原市生まれ。祖籍は山東省済寧県。6歳で囲碁を学び、18歳で集中訓練隊入り。1978年に全国囲棋個人戦5位。1979年、新体育杯戦6位、81年3位。1982年に五段認定。1987年に七段。
2001年に北米マスターズトーナメントで、江鋳久への挑戦者となるが1-2で敗退。2002年にLG杯世界棋王戦に北米代表として出場。以後、トヨタ&デンソー杯、富士通杯、応昌期杯などに出場。2007年に北米INGマスターズトーナメントで優勝。
著書に『囲棋入門之後』『囲棋技巧大全』『常用定式与配置類型』などがある。

### 主な棋歴
国際棋戦
- LG杯世界棋王戦 ベスト16 2004年第9回（○F.J.ディックハット、×李世乭）、出場 2002年第7回（×江鋳久）、
- トヨタ&デンソー杯囲碁世界王座戦 出場 2004年（×依田紀基）、06年（×趙善津）、08年（×張栩）
- 世界囲碁選手権富士通杯 出場 2006年（×朴正祥）、08年（×河野臨）
- 応昌期杯世界プロ囲碁選手権戦 出場 2008年（×劉星）
- 春蘭杯世界囲碁選手権戦 出場 2010年（×古霊益）
- 日中囲碁交流 1978年 3-4、1982年 6-1

中国棋戦
- 全国囲棋個人戦 5位 1978年、6位 1982年
- 新体育杯戦 3位 1981年、6位 1979年

北米棋戦
- 北米INGマスターズトーナメント 優勝 2007年
- 北米マスターズトーナメント 挑戦者 2001年